# Ignacy Dudrewicz
Ignacy Dudrewicz (ur. 30 stycznia 1837 w Warszawie, zm. 30 maja 1914) – polski duchowny katolicki, prałat kapituły kolegiackiej łowickiej i kapituły metropolitalnej warszawskiej.

## Życiorys
Był synem Jana (1804–1894), cenionego warszawskiego lekarza-pediatry, oraz Matyldy z domu Carnée; z jego braci Leon (1839–1905) został pediatrą, założycielem i ordynatorem szpitala dla dzieci w Warszawie, a Władysław (1835–1872) był chemikiem, profesorem Szkoły Głównej Warszawskiej. Ignacy Dudrewicz uczęszczał do jednego z warszawskich gimnazjów, od 1854 kontynuował naukę w seminarium duchownym, a od 1856 – w Akademii Duchownej w Warszawie, którą ukończył jako kandydat teologii. Święcenia kapłańskie przyjął w 1860. Pracował jako duszpasterz w Grójcu i Brzezinach, w 1862 został mianowany przez arcybiskupa Zygmunta Felińskiego sekretarzem kurii metropolitalnej i rektorem kościoła św. Józefa w Warszawie. Od 1864 dodatkowo był katechetą w Warszawskim Instytucie Muzycznym.
W 1878 objął probostwo na Pradze wraz z funkcją dziekana warszawskiego. Szczególnie zasłużył się jako inicjator budowy gotyckiego kościoła św. Floriana według projektu Józefa Piusa Dziekońskiemu. Był kanonikiem kolegiaty w Łowiczu od 1884, nosząc w niej godność prałacką dziekana, a w 1893 otrzymał kanonię w kapitule metropolitalnej warszawskiej (od 1904 z prałaturą scholastyka). Cieszył się opinią wzorowego duszpasterza, uczynnego, energicznego, pracowitego.
Zmarł 30 maja 1914, został pochowany na warszawskich Powązkach.